# Loa (cómic)
Loa (Alani Ryan) es un personaje que aparece en los cómics publicados por Marvel Comics. Es una mutante estudiante del  Instituto Xavier. Hizo su debut en The New Mutants vol. 2 #11.

## Biografía ficticia del personaje

### Antes de Xavier
Nacida en Maui, Hawái, Alani Ryan desarrolló rápidamente un talento para el surf. Un día, mientras lo practicaban ella y su padre, terminan en medio de una emboscada del villano Tiburón Blanco y su grupo de tiburones entrenados como él reclamando la zona. La capacidad mutante de Alani se activa en esta conflictiva situación y utiliza sus poderes para matar a algunos de los tiburones y salvar a su padre. En el último momento Namor aparece y termina derrotando al villano. Después de la batalla, su abuela, Alice Ryan, se revela como una antigua conocida en la década de 1940 de Namor y una amiga intima de su examante, Betty Dean.

### Escuadrón Alfa
Después de llegar al  Instituto Xavier como estudiante adopta el nombre en clave de Loa (el nombre de un tipo de gusano que se mueve de la misma manera que cuando usa sus poderes) y junto con sus compañeros Anole, Caucho,  Kidogo, Red e Indra es asignada al escuadrón Alfa, el escuadrón de entrenamiento asesorado por el exmiembro de Alpha Flight Northstar. Cuando Northstar es aparentemente asesinado por Wolverine,  Karma pasará a asesorar el grupo. De sus clases en el Instituto, no le gusta la química y la mayoría la votó como "la más rebajada" en los Nuevos X-Men: Academia X Anuario Especial (2005).

### Post Día M
Después del  Día M, Alani fue una de los 27 estudiantes que mantuvieron sus poderes. También fue una de los estudiantes que Emma Frost coloca en la fatídica pelea sin cuartel que determinaría quienes se convertirían en los nuevos aprendices de X-Men, pero perdió. Antes de la pelea se le vio amenazar con "desmenuzar" la lengua de Anole si la tocaba con ella. A pesar de esto, Loa es amigo intima de él así como  Alud.
Es una de los estudiantes que escuchan el cuento de Venda sobre Illyana Rasputín y es llevada al Limbo junto con muchos de sus compañeros. Después de que los estudiantes aterricen en un montículo rocoso, pronto son atacados por un gran número de demonios y Loa por primera vez muestra el uso de sus poderes. Un demonio intenta pegarle en el estómago y su mano lo atraviesa pero se corta en tiras en el otro lado. Ella entonces se mueve para proteger a Anole cuando Magik decide que necesita tomar una de sus almas para hacer una nueva Espada de Alma. Cuando Magik va a por Hada, Alani salta a atacarla, pero Illyana la vence con sus poderes.
Participa en la lucha final contra Belasco y después regresa a la escuela con el resto de los estudiantes.
A raíz de la búsqueda de Magik y superar el estrés, Loa ha mostrado interés en  Elixir e inicia con éxito una relación sentimental con él.

### Destino Manifiesto & Utopía
Alani se traslada a  San Francisco junto con otros antiguos alumnos. Más tarde se la ve tratando de animar a  Coloso que todavía está tratando de aceptar la pérdida de Kitty Pryde. Se confirma en  X-Force que ella y Elixir mantienen una relación sentimental.
Loa, junto con sus compañeros de estudios  Mercurio y Onyxx, tuvo la tarea de mantener la paz durante los disturbios en  Telegraph Hill después de que el grupo antimutante "Humanidad Ahora!" marchara desde  Sacramento a San Francisco para promover la "Proposición X", algo que desagrada a muchos ciudadanos de la ciudad, sean mutantes o no.

### Nación X
Mientras viven en la isla de Utopía,  Magneto acompaña a Anole, Loa y Alud en su búsqueda de Mercurio, que dicen ha sido capturada por un fantasma en los túneles. Encuentran a Mercurio y Magneto negocia con el fantasma, un holograma que le recuerda a sí mismo cuando era más joven. Loa es también una víctima del aburrimiento de las  cucos de Stepford, atrapándola en una ilusión psíquica en la que está colgando al borde de un acantilado hasta que cae en las agitadas y frías aguas del Pacífico.
Más tarde Alani se une a  Cerilla y Alud para robar algo de comida de Sendero de Guerra que está de guardia. Después que este los eche, Loa lo pone en su lugar, al gritar "Yo vine aquí por un helado. Y me iré cuando lo consiga", amenazando con disolver su pecho. Sendero se da cuenta de que no es un farol hasta que Alud descubre que este ha estado hurtando alimentos como lo demuestra que haya tenido comida en la boca a lo largo de todo el juego.

### Necrosha
Durante el ataque del ejército de no-muertos de  Selene en Utopía, Alani fue atacada por tres  Acólitos reanimados: Cortez, Seamus Mellencamp y Marco Delgado. Fue salvada por Deadpool que estaba en su habitación jugando con sus juguetes y leyendo su diario cuando escuchó sus gritos. Hasta que este descubre que los antiguos Acólitos podían revivir y podían curar cualquier lesión, pasaron 20 minutos "sometiéndoles con fuerza letal" hasta quedarse sin balas. Por último, estaba a punto de ser eviscerada por Mellencamp, cuando se lanzó a través del mutante reanimado, desintegrándolo en el ataque. Al ver que Mellencamp no se recuperaba, Masacre lanzó a Loa a los Acólitos restantes, obligándola a desintegrarlos a ellos también.

### Colisión
Loa se une a  Pícara, Magneto, Indra y Anole en un viaje a Bombay debido a que la familia de Indra le ha pedido que vuelva a casa. El grupo, menos Varas, se aventura en la ciudad para ver los monumentos. Mientras vagan por las calles el grupo experimenta una tormenta extraña que hace que los relámpagos bombardeen la ciudad. Loa resulta ilesa y encuentran a una chica extraña llamada Luisa que aparece de la nada. El grupo es atacado por tres Centinelas. Alani acaba con un Centinela atravesando su cabeza, algo que impresiona a Pícara que dice lo orgullosa que está de ella. Cuando regresan a la casa de Indra, este les revela que va a casarse en contra de su voluntad. Loa y Anole tratan de hablar con él para disuadirlo pero no parece cambiar de idea pues planea seguir adelante con el matrimonio.
Pero antes de que la boda pueda llevarse a cabo, los Hijos de la Bóveda atacan con la intención de recuperar a su "hermana" Luisa, que revela que su nombre es en realidad Luz y derrotan rápidamente a los X-Men. Después de secuestrar a Magneto y Pícara y de que Luz regrese a su ciudad, Quitado, Indra, Anole y Loa están decididos a rescatarlos. Sin embargo el padre de Indra se niega a permitir que su hijo se vaya antes de casarse. Indra entonces decide casarse con Vaipala pronto por la mañana para poder rescatar luego a sus profesores.
A medida que la boda sigue su curso se descubre que Vaipala y Luz se intercambiaron y que los Hijos de la Bóveda retienen a Vaipala. Loa amenaza a Luz para obtener información sobre la manera de llegar a Quitado y después de tramar un plan, se cuelan en la ciudad. Después de rescatar a Pícara, Magneto y Vaipala, Loa y Magneto trabajan juntos para devolver a Quitado de nuevo a la realidad de donde vino.

### La Maldición de los Mutantes
Loa acompaña a Emma Frost bajo el agua para presentarle a Namor con datos del Dr. Némesis acerca de los vampiros de la Atlántida, los Aqueos. Durante el viaje ella revela que le gustaría ver Nueva Atlantis aunque está bien educada en la historia, la mitología y la cultura de la Atlántida.
Durante el asalto final a la ciudad de los Aqueos Loa aparece con Logomancer como escolta. Llegan con un hechizo que debilita a los aqueos, pero durante el proceso uno de ellos rompe su casco de buceo. Un colgante que ella estaba usando comienza a brillar dando a Loa la capacidad de respirar bajo el agua. Alani entonces comienza a destruir a muchos aqueos.

### Fear itself
Durante la historia de  Fear itself, Loa une a Namor, el Doctor Extraño, Lyra, y Estela Plateada para crear otra versión de Los Defensores para ayudar a combatir a Attuma (que se ha convertido en un miembro de los Dignos conocido como Nerkodd: El QuebrantaOcéanos). Luego fue obligada a matar a Aradnea para salvar la vida de Extraño.

## Poderes y habilidades
Loa posee el poder de distorsión molecular que le permite moverse a través de la materia sólida mediante la desactivación de las fuerzas de unión. Esto hace que la materia se disuelva o la rompa mientras le atraviesan. Las marcas en su cuerpo son signos físicos de su mutación y no tatuajes.
Alani es muy reacia a usar sus poderes a menos que sea absolutamente necesario. Esto se debe a la naturaleza destructiva de sus poderes y a las experiencias del pasado.
A pesar de tener muy poca experiencia en el campo de batalla y de que nunca ha sido enviada a una misión de los X-Men, Loa se ha demostrado a sí misma que es capaz en el combate; sobrevivió al asalto de los Purificadores en el Instituto Xavier, se defendió de los demonios cuando fue arrastrada al Limbo, luchó contra los muertos reanimados durante Necrosha junto a Masacre, se mantuvo en pie contra los centinelas de Nimrod y sin ayuda derrotó a un centinela de gran tamaño en el combate.
Ella lleva un colgante de la Atlántida que la mantiene con vida bajo el agua.